# Talusan
Talusan (Bayan ng Talusan) är en kommun i Filippinerna. Kommunen ligger på ön Mindanao, och tillhör provinsen Zamboanga Sibugay. Folkmängden uppgår till 18 394 invånare.
Talusan är indelat i 14 barangayer.